# Uthai Thani
Pour la province, voir Province d'Uthai Thani.
Uthai Thani est une ville de la région Nord de la Thaïlande située sur la Sakae Krang, juste au nord de sa confluence avec la Chao Phraya.
En 2008 elle comptait 16787 habitants.